# Wrośniaczek skorupiasty
Wrośniaczek skorupiasty (Diplomitoporus crustulinus (Bres.) Domański) – gatunek grzybów z rzędu żagwiowców (Polyporales).

## Systematyka i nazewnictwo
Pozycja w klasyfikacji według Index Fungorum: Diplomitoporus, Incertae sedis, Polyporales, Incertae sedis, Agaricomycetes, Agaricomycotina, Basidiomycota, Fungi.
Po raz pierwszy zdiagnozował go w 1925 r. Giacomo Bresàdola, nadając mu nazwę Poria crustulina. Obecną nazwę nadał mu Stanisław Domański w 1970 r. Synonimy:
- Antrodia crustulina (Bres.) Ryvarden 1973
- Coriolellus crustulinus (Bres.) Domański 1964
- Fabisporus crustulinus (Bres.) Zmitr. 2001
- Poria crustulina Bres. 1925
- Poria crustulina var. xerophytica D.V. Baxter 1947
- Tyromyces crustulinus (Bres.) Parmasto 1959

W 1965 r. S. Domański nadał mu polską nazwę podskórnik skorupiasty, w 1999 r. Władysław Wojewoda zarekomendował nazwę wrośniaczek skorupiasty.

## Morfologia
Owocnik
Zazwyczaj jednoroczny, ale czasami odradzający się, rozpostarty, o grubości do 4 mm, rozproszony, bez charakterystycznego zapachu lub smaku. Powierzchnia hymenialna u młodych okazów jasnokremowa lub jasnożółta, w stanie suchym żółtawa z różowawym odcieniem do brązowożółtego, połyskująca. Rurki w stanie suchym dość twarde, o długości do 5 mm, pory kanciaste, około 3–4 na mm, dissepiment cienki i strzępiasty. Brzeg wysychający, jasnokremowy, matowy, wąski. Kontekst jasnokremowy, miękko-gąbczasty, cienki; trama zwykle szybko twardnieje.
Cechy mikroskopowe
System strzępkowy dimityczny, kontekst składa się głównie ze strzępek szkieletowych, o średnicy 3–5 µm, rzadko rozgałęzionych, przeważnie grubościennych, a nawet litych i nieseptowanych, z niektórymi strzępkami generatywnymi, które są cienkościenne, guzkowo-septowane, o średnicy 3–5 µm. Trama jest ciągła z kontekstem, zbudowana z podobnych strzępek, z wyjątkiem bardziej zwartego ułożenia. Hymenium o grubości 14–17 µm, na strzępkach kołki strzępkowe. Cystydiole wrzecionowate, o średnicy 3–5 µm. Podstawki maczugowate, 13–15 × 6–8 µm. Zarodniki szkliste, gładkie, nieamyloidalne, 5–7 × 2,5–3,5 µm.

## Występowanie i siedlisko
Występuje w Ameryce Północnej, Europie i Azji. W Europie najwięcej jego stanowisk podano na Półwyspie Skandynawskim. W Polsce do 2003 r. podano jedno stanowisko, ale w późniejszych latach podano kilka następnych. Na Czerwonej liście roślin i grzybów Polski ma status E – gatunek wymierający, którego przeżycie jest mało prawdopodobne, jeśli nadal będą działać czynniki zagrożenia.
Nadrzewny saprotrof występujący na martwym drewnie, głównie na świerkach i jodłach.